# إريك آيفيس
 إريك ويليام آيفيس  (بالإنجليزية: Eric Ives)‏ (12 يوليو 1931 - 25 سبتمبر 2012)، مؤرخ بريطاني متخصص في عهد أسرة تيودور، وهو أستاذ فخري في تاريخ اللغة الإنجليزية في جامعة برمنغهام. وفي عام 2001، حصل على رتبة الإمبراطورية البريطانية من الملكة إليزابيث الثاني تقديرًا لخدماته في التاريخ.
تعد أهم أعماله كتابته للسيرة الذاتية لآن بولين الزوجة الثانية للملك هنري الثامن ملك إنجلترا. أدخلته نظرياته حول حياتها في جدل حاد مع المؤرخة الأمريكية ريثا وارنيك، التي كتبت «صعود وسقوط آن بولين» في عام 1989، للطعن في النتائج التي توصل إليها آيفيس. عمل آيفيس على كتابة سيرة آن بولين من عام 1979، حتى نشرها في عام 1986، ثم عدّلها وأعاد نشرها في عام 2004 تحت عنوان «حياة ووفاة آن بولين». وفي عام 2009، نشر دراسة ليدي جين غراي وظروف اعتلائها العرش وسقوطها.
كما كتب بالتفصيل في تاريخ القانون، وتطور التعليم العالي الحديث. كتاباته عن السير الذاتية لحاشية عصر أسرة تيودور، غطت الإقطاعي الويلزي ويليام بريريتون، الذي حكم عليه بالإعدام ظلمًا عام 1536، بتهمة كاذبة بأنه كان عشيقًا لآن بولين. وفي عام 2000، نشرت له مطبعة جامعة برمنغهام كتاب «برمنغهام، تاريخ أول جامعة مدنية 1880-1980»، التي شاركه في تأليفه ديان دروموند وشفارتز ليونارد.

## وصلات خارجية
- Overview of publications